# Пятиугольная мозаика порядка 4
| Пятиугольная мозаика порядка 4 | Пятиугольная мозаика порядка 4                                     |
| ------------------------------ | ------------------------------------------------------------------ |
|                                |                                                                    |
| Тип                            | Правильная гиперболическая мозаика                                 |
| Конфигурация вершины           | 54                                                                 |
| Символ Шлефли                  | {5,4} r{5,5} or {\displaystyle {\begin{Bmatrix}5\\5\end{Bmatrix}}} |
| Символ Витхоффа                | 4 \| 5 2 2 \| 5 5                                                  |
| Симметрии                      | [5,4], (*542) [5,5], (*552)                                        |
| Диаграммы Коксетера — Дынкина  | · или                                                              |
| Двойственные соты              | Квадратная мозаика порядка 5                                       |
| Свойства                       | Изогональная, изотоксальная, изоэдральная                          |

Пятиугольная мозаика порядка 4 — это правильная мозаика на гиперболической плоскости. 
Мозаика представлена символом Шлефли {5,4}. 
Мозаика может быть названа пятипятиугольной мозаикой, если представлена в двуцветном квазиправильном виде.

## Симметрия
Эта мозаика представляет гиперболический калейдоскоп из пяти зеркал, находящихся на краях правильного пятиугольника. 
Такая симметрия в орбифолдной нотации имеет название *22222 и имеет 5 пересечений зеркал порядка 2. 
Калейдоскопную область можно рассматривать как выкрашенные в два цвета пятиугольники, представляющие зеркальные образа фундаментальной области. 
Такая раскраска представляет однородную мозаику t1{5,5} и, являясь квазиправильной мозаикой, называется пятипятиугольной мозаика.

## Связанные многогранники и мозаики
| Однородные пятиугольные/квадратные мозаики | Однородные пятиугольные/квадратные мозаики | Однородные пятиугольные/квадратные мозаики | Однородные пятиугольные/квадратные мозаики | Однородные пятиугольные/квадратные мозаики | Однородные пятиугольные/квадратные мозаики | Однородные пятиугольные/квадратные мозаики | Однородные пятиугольные/квадратные мозаики | Однородные пятиугольные/квадратные мозаики | Однородные пятиугольные/квадратные мозаики | Однородные пятиугольные/квадратные мозаики | Однородные пятиугольные/квадратные мозаики |
| Симметрия: [5,4], (*542)                   | Симметрия: [5,4], (*542)                   | Симметрия: [5,4], (*542)                   | Симметрия: [5,4], (*542)                   | Симметрия: [5,4], (*542)                   | Симметрия: [5,4], (*542)                   | Симметрия: [5,4], (*542)                   | [5,4]+, (542)                              | [5+,4], (5*2)                              | [5,4,1+], (*552)                           |                                            |                                            |
| ------------------------------------------ | ------------------------------------------ | ------------------------------------------ | ------------------------------------------ | ------------------------------------------ | ------------------------------------------ | ------------------------------------------ | ------------------------------------------ | ------------------------------------------ | ------------------------------------------ | ------------------------------------------ | ------------------------------------------ |
| node_1 · 5 · node · 4 · node               | node_1 · 5 · node_1 · 4 · node             | node · 5 · node_1 · 4 · node               | node · 5 · node_1 · 4 · node_1             | node · 5 · node · 4 · node_1               | node_1 · 5 · node · 4 · node_1             | node_1 · 5 · node_1 · 4 · node_1           | node_h · 5 · node_h · 4 · node_h           | node_h · 5 · node_h · 4 · node             | node · 5 · node · 4 · node_h               |                                            |                                            |
|                                            |                                            |                                            |                                            |                                            |                                            |                                            |                                            |                                            |                                            |                                            |                                            |
| {5,4}                                      | t{5,4}                                     | r{5,4}                                     | 2t{5,4}=t{4,5}                             | 2r{5,4}={4,5}                              | rr{5,4}                                    | tr{5,4}                                    | sr{5,4}                                    | s{5,4}                                     | h{4,5}                                     |                                            |                                            |
| Однородные двойственные                    |                                            |                                            |                                            |                                            |                                            |                                            |                                            |                                            |                                            |                                            |                                            |
| node_f1 · 5 · node · 4 · node              | node_f1 · 5 · node_f1 · 4 · node           | node · 5 · node_f1 · 4 · node              | node · 5 · node_f1 · 4 · node_f1           | node · 5 · node · 4 · node_f1              | node_f1 · 5 · node · 4 · node_f1           | node_f1 · 5 · node_f1 · 4 · node_f1        | node_fh · 5 · node_fh · 4 · node_fh        | node_fh · 5 · node_fh · 4 · node           | node · 5 · node · 4 · node_fh              |                                            |                                            |
|                                            |                                            |                                            |                                            |                                            |                                            |                                            |                                            |                                            |                                            |                                            |                                            |
| V54                                        | V4.10.10                                   | V4.5.4.5                                   | V5.8.8                                     | V45                                        | V4.4.5.4                                   | V4.8.10                                    | V3.3.4.3.5                                 | V3.3.5.3.5                                 | V55                                        |                                            |                                            |

| · =                           | · =                              | · =                           | · =                              | · =                           | · =                              | · =                                 | · =                                 |
|                               |                                  |                               |                                  |                               |                                  |                                     |                                     |
| {5,5}                         | t{5,5}                           | r{5,5}                        | 2t{5,5}=t{5,5}                   | 2r{5,5}={5,5}                 | rr{5,5}                          | tr{5,5}                             | sr{5,5}                             |
| Однородные двойственные duals |                                  |                               |                                  |                               |                                  |                                     |                                     |
| node_f1 · 5 · node · 5 · node | node_f1 · 5 · node_f1 · 5 · node | node · 5 · node_f1 · 5 · node | node · 5 · node_f1 · 5 · node_f1 | node · 5 · node · 5 · node_f1 | node_f1 · 5 · node · 5 · node_f1 | node_f1 · 5 · node_f1 · 5 · node_f1 | node_fh · 5 · node_fh · 5 · node_fh |
|                               |                                  |                               |                                  |                               |                                  |                                     |                                     |
| V5.5.5.5.5                    | V5.10.10                         | V5.5.5.5                      | V5.10.10                         | V5.5.5.5.5                    | V4.5.4.5                         | V4.10.10                            | V3.3.5.3.5                          |

Мозаика топологически является частью последовательности правильных многогранников и мозаик с пятиугольными гранями.
Последовательность начинается с додекаэдра, имеет символ Шлефли {5,n} и диаграмму Коксетера  и продолжается до бесконечности.
| мозаики {5,n} | мозаики {5,n} | мозаики {5,n} | мозаики {5,n} | мозаики {5,n} |
| ------------- | ------------- | ------------- | ------------- | ------------- |
| · {5,3} ·     | · {5,4} ·     | · {5,5} ·     | · {5,6} ·     | · {5,7} ·     |

Мозаика также топологически является частью последовательности правильных многогранников и мозаик с четырьмя гранями на вершину.
Последовательность начинается с октаэдра, имеет символ Шлефли {n,4} и диаграмму Коксетера  и продолжается до бесконечности.
| Варианты симметрии *n42 правильных мозаик {n,4} | Варианты симметрии *n42 правильных мозаик {n,4} | Варианты симметрии *n42 правильных мозаик {n,4} | Варианты симметрии *n42 правильных мозаик {n,4} | Варианты симметрии *n42 правильных мозаик {n,4} | Варианты симметрии *n42 правильных мозаик {n,4} | Варианты симметрии *n42 правильных мозаик {n,4} | Варианты симметрии *n42 правильных мозаик {n,4} |
| Сферические                                     | Сферические                                     | Евклидовы                                       | Гиперболические мозаики                         | Гиперболические мозаики                         | Гиперболические мозаики                         | Гиперболические мозаики                         | Гиперболические мозаики                         |
| ----------------------------------------------- | ----------------------------------------------- | ----------------------------------------------- | ----------------------------------------------- | ----------------------------------------------- | ----------------------------------------------- | ----------------------------------------------- | ----------------------------------------------- |
|                                                 |                                                 |                                                 |                                                 |                                                 |                                                 |                                                 |                                                 |
| 24                                              | 34                                              | 4                                               | 54                                              | 64                                              | 74                                              | 84                                              | ...∞4                                           |

Мозаика топологически является частью последовательности правильных многогранников и мозаик с вершинно	 фигурой (4n).
| · {4,3} · | · {4,4} · | · {4,5} · | · {4,6} · | · {4,7} · | · {4,8}... · | · {4,∞} · |

| Варианты симметрии *5n2 квазиправильных мозаик: (5.n)2 | Варианты симметрии *5n2 квазиправильных мозаик: (5.n)2 | Варианты симметрии *5n2 квазиправильных мозаик: (5.n)2 | Варианты симметрии *5n2 квазиправильных мозаик: (5.n)2 | Варианты симметрии *5n2 квазиправильных мозаик: (5.n)2 | Варианты симметрии *5n2 квазиправильных мозаик: (5.n)2 | Варианты симметрии *5n2 квазиправильных мозаик: (5.n)2 | Варианты симметрии *5n2 квазиправильных мозаик: (5.n)2 | Варианты симметрии *5n2 квазиправильных мозаик: (5.n)2 |
| Симметрия *5n2 [n,5]                                   | Сферические                                            | Гиперболические                                        | Гиперболические                                        | Гиперболические                                        | Гиперболические                                        | Гиперболические                                        | Паракомпактные                                         | Компактные                                             |
| Симметрия *5n2 [n,5]                                   | *352 [3,5]                                             | *452 [4,5]                                             | *552 [5,5]                                             | *652 [6,5]                                             | *752 [7,5]                                             | *852 [8,5]...                                          | *∞52 [∞,5]                                             | [ni,5]                                                 |
| ------------------------------------------------------ | ------------------------------------------------------ | ------------------------------------------------------ | ------------------------------------------------------ | ------------------------------------------------------ | ------------------------------------------------------ | ------------------------------------------------------ | ------------------------------------------------------ | ------------------------------------------------------ |
| Изображения                                            |                                                        |                                                        |                                                        |                                                        |                                                        |                                                        |                                                        |                                                        |
| Конфиг.                                                | (5.3)2                                                 | (5.4)2                                                 | (5.5)2                                                 | (5.6)2                                                 | (5.7)2                                                 | (5.8)2                                                 | (5.∞)2                                                 | (5.ni)2                                                |
| Ромбические фигуры                                     |                                                        |                                                        |                                                        |                                                        |                                                        |                                                        |                                                        |                                                        |
| Конфиг.                                                | V(5.3)2                                                | V(5.4)2                                                | V(5.5)2                                                | V(5.6)2                                                | V(5.7)2                                                | V(5.8)2                                                | V(5.∞)2                                                | V(5.∞)2                                                |